# 婁良
婁良（1411年—1485年），字至善，河南開封府通許縣人，匠籍。明朝政治人物。進士出身。

## 生平
河南鄉試第十一名。正統七年（1442年）壬戌科會試第四十四名，殿試登進士第三甲第五十九名，授刑部主事，土木堡之变中被俘，后不辱被释放，升任郎中、陕西右參政，成化元年（1465年）三月升右布政使，三年九月升左布政使，七年十月升都察院右副都御史、巡抚甘肃，十年二月致仕，成化二十一年卒，年七十五。

## 家族
曾祖婁興。祖父婁旺。父亲婁恪，曾任鄉貢士。